# Microencefalia
A microencefalia é um transtorno caracterizado por um cérebro pequeno. A doença as vezes pode ser causada por problemas na proliferação das células nervosas.
A microencefalia pode ser relacionada a problemas maternos tais como o alcoolismo, diabetes, ou sarampo. Algumas vezes o fator genético tem um papel importante. Os recém-nascidos afetados normalmente possuem defeitos neurológicos e apresentem convulsões. É normal que apresentem também retardo mental e problemas de funções motoras que podem ocorrer durante o seu desenvolvimento.* 
Céfalo é cabeça (do grego κεφαλέ), encéfalo é o conteúdo dela, basicamente o cérebro (do grego ἐγκέφαλος, enképhalos, "o que tem dentro/atrás da testa"). Microencefalia caracteriza-se pelo tamanho de cérebro diminuto ignorando o tamanho da caixa craniana que poderia ser normal ou até maior que o normal; já microcefalia caracteriza-se por tamanho de cabeça inferior ao normal, que fatalmente será seguida de um cérebro menor. 
*Obs.: não há, no dicionário Houaiss, o termo microcefalia mas, sim, microcefalia com o mesmo significado.